# 班达里巴

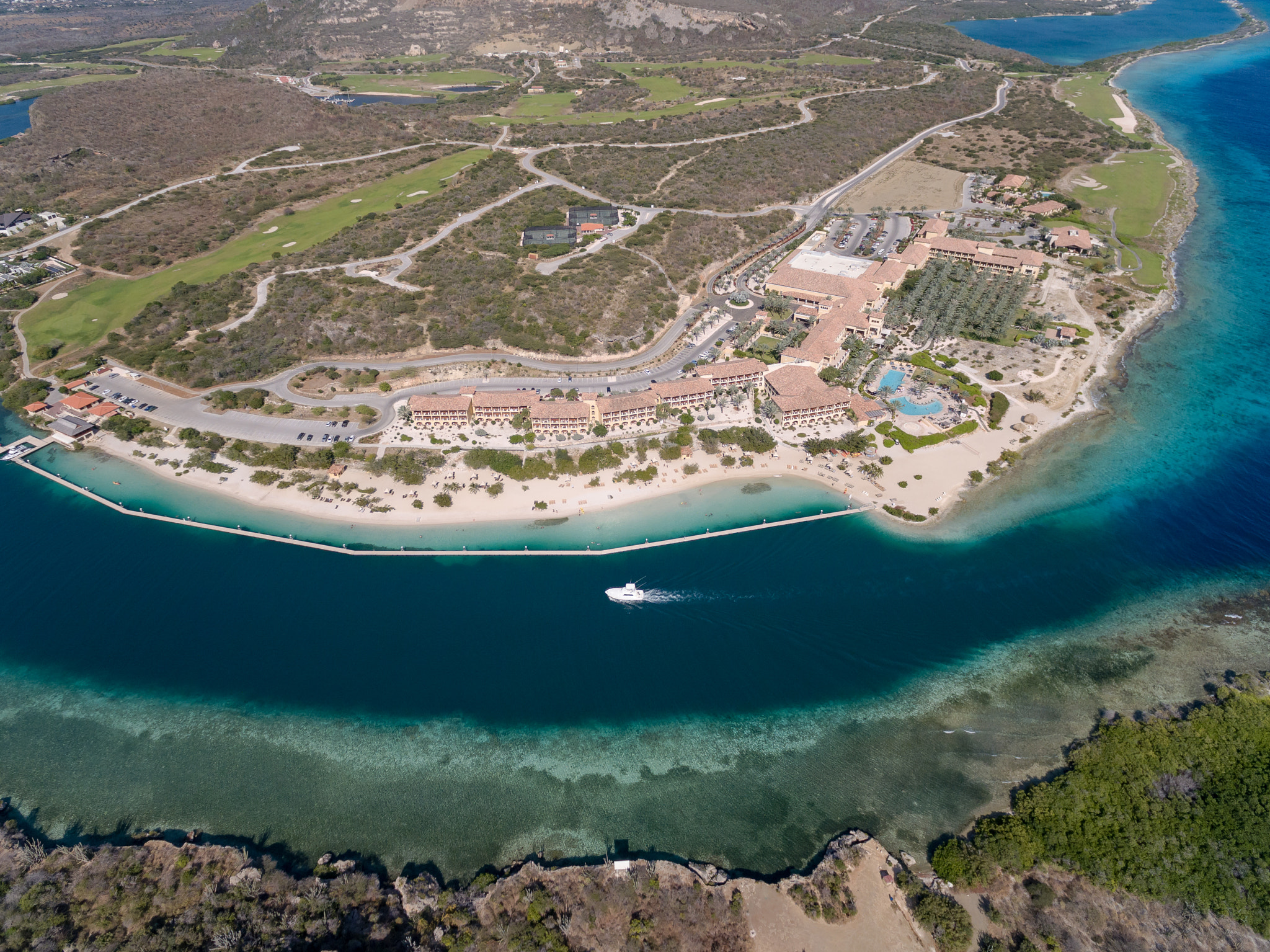
班达里巴区圣巴巴拉的空中视图

班达里巴（也作Banda'riba，意为“上侧”）是库拉索的一个区。它是该岛的3个行政区之一，涵盖库拉索岛的东南部。该区下辖圣塔罗莎、斯帕恩瑟瓦特、蒙塔尼亚、塞鲁格兰迪和奥斯特彭特等城镇和村庄。